# Gipkas lankas
Gipkas lankas este o arie protejată (arie specială de conservare — SAC, sit de importanță comunitară — SCI, arie de protecție specială avifaunistică — SPA) din Letonia întinsă pe o suprafață de 110,5 ha, integral pe uscat.

## Localizare
Centrul sitului Gipkas lankas este situat la coordonatele 57°36′08″N 22°35′38″E / 57.6023°N 22.5938°E.

## Înființare
Situl Gipkas lankas a fost declarat arie de protecție specială avifaunistică în decembrie 2003 pentru a proteja 8 specii de animale. Alte tipuri de protecție:
- sit de importanță comunitară (în mai 2004)
- arie specială de conservare (în mai 2004)[1][3][4]

## Biodiversitate
Situată în ecoregiunea boreală, aria protejată conține 5 habitate naturale: Dune împădurite din regiunile atlantică, continentală și boreală, Cursuri de apă de la nivel de câmpie la nivel montan, cu vegetație Ranunculion fluitantis și Callitricho-Batrachion, Pajiști aluvionare boreale nordice, Păduri caducifoliate de mlaștină fino-scandinave, Păduri aluvionare cu Alnus glutinosa și Fraxinus excelsior (Alno-Padion, Alnion incanae, Salicion albae).
La baza desemnării sitului se află mai multe specii protejate:
- păsări (7): caprimulg (Caprimulgus europaeus), erete de stuf (Circus aeruginosus), cristeiul de câmp (Crex crex), ciocănitoare neagră (Dryocopus martius), cocor (Grus grus), cresteț cenușiu (Porzana parva), cresteț pestriț (Porzana porzana)
- nevertebrate (1): libelule (Leucorrhinia pectoralis)

Pe lângă speciile protejate, pe teritoriul sitului au mai fost identificate 2 specii de plante.